# Gan Koveshim
Gan Koveshim (hebreiska: גן הכובשים) är en park i Israel.   Den ligger i distriktet Tel Aviv-distriktet, i den norra delen av landet. Gan Koveshim ligger 9 meter över havet.
Terrängen runt Gan Koveshim är platt. Havet är nära Gan Koveshim åt nordväst. Runt Gan Koveshim är det mycket tätbefolkat, med 4 670 invånare per kvadratkilometer. Närmaste större samhälle är Tel Aviv, 2,1 km nordost om Gan Koveshim. Runt Gan Koveshim är det i huvudsak tätbebyggt.